# História do Festival Eurovisão da Canção

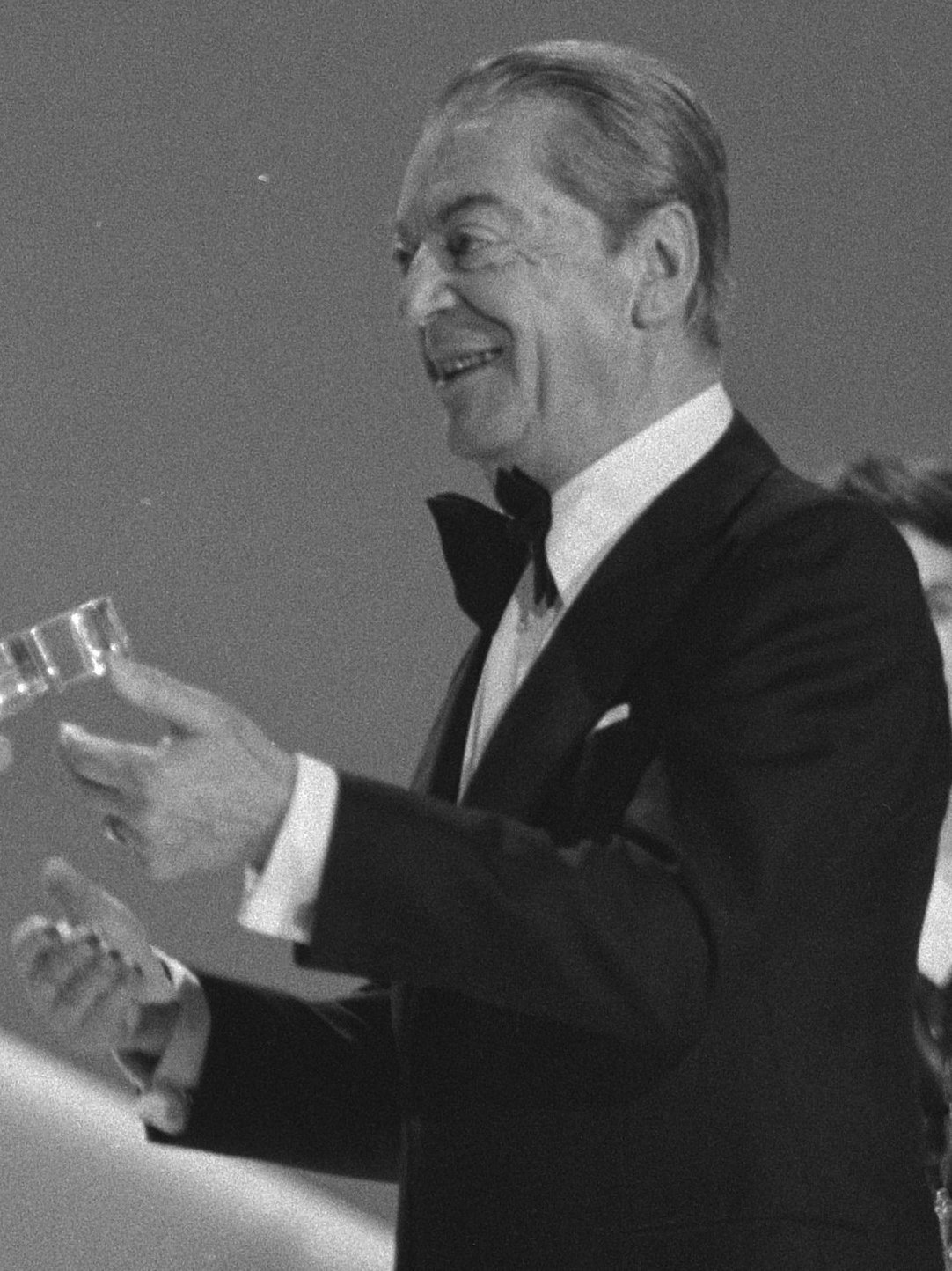
Marcel Bezençon (visto aqui em 1980) foi o jornalista que propôs o concurso na década de 1950.

Baseado no festival de música de São Remo, o primeiro festival eurovisivo saiu da mente da EBU. O primeiro festival teve lugar no dia 24 de Maio de 1956, onde sete dos originais primeiros convites concorreram (três países foram desqualificados por terem entrado tardiamente). Assim, os primeiros países foram a França, a Alemanha Ocidental, a Itália, a Holanda, o Luxemburgo, a Bélgica e a Suíça. No ano a seguir, juntaram-se a estes o Reino Unido, a Áustria e a Dinamarca e em 1959 o Mónaco. Muitos outros países se foram juntando nas décadas seguintes, como por exemplo, Israel em 1973 e a Islândia em 1986. No entanto, o culminar da Guerra Fria no início da década de 90 fez com que muitos países de leste entrassem no concurso, competindo pela primeira vez. O processo continua em 2005, com a entrada da Bulgária e da Moldávia, que concorrem pela primeira vez neste concurso, e em 2006, com a Arménia.
Até ao ano de 2003, a participação neste concurso estava dependente de quão bem o país se tinha saído no ano anterior. Se a participação ficasse classificada num dos últimos lugares da tabela, então o país não concorreria no ano seguinte, em detrimento dos outros que tinham ficado fora no ano anterior. Mas a Espanha, o Reino Unido, a França e a Alemanha são países que excedem à regra. (os chamados Big four) Qualquer que seja a sua posição na tabela classificativa, estes países estão sempre apurados para o ano seguinte, devido à contribuição monetária que dão todos os anos para o festival se realizar.

Em 2004, a EBU decidiu fazer do Festival Eurovisão da Canção um evento de dois dias, limpando todas as regras existentes anteriormente relativas à não participação de um país por um ano por causa dos maus resultados. Assim, todos os anos se organiza uma final (com os Big four já apurados) mais os países que tiveram boa classificação no ano anterior. Os restantes concorrem todos na semifinal e tentam a sua sorte, já que só há mais dez lugares disponíveis na final do concurso.
Para a edição do festival de 2002, a televisão Espanhola (TVE) criou um reality show chamado Operacíon Triunfo que mostrava a formação e selecção de cantores desconhecidos. O formato televisivo foi um enorme sucesso em Espanha e no concurso. A partir daí, o formato foi-se espalhando pelos vários países europeus (Irlanda, Reino Unido, Portugal, França, Itália, Albânia,...). Em 2005 concorreram bastantes cantores que foram dados a conhecer por intermédio destes concursos realizados em cada um dos seus países.